# وادي الجمل (بني قيس الطور)

تعديل مصدري - تعديل

وادي الجمل هي إحدى قرى عزلة ربع مسعود بمديرية بني قيس الطور التابعة لمحافظة حجة، بلغ تعداد سكانها 53 نسمة حسب تعداد اليمن لعام 2004.